# Doom II
Doom II, sottotitolato Doom II: Inferno in Terra! (Doom II: Hell on Earth) sul retro di copertina e all'interno dei manuali, è un videogioco di tipo sparatutto in prima persona creato dalla id Software, originariamente messo in commercio per i PC MS-DOS il 10 ottobre 1994. Doom II è il seguito diretto di Doom, uscito nel 1993.
È stato uno dei primi giochi di genere FPS con modalità multigiocatore in rete LAN (IPX). A differenza di Doom, che era disponibile solo tramite versione shareware e ordinazioni via posta, Doom II fu messo in commercio e venduto tramite i negozi.
Tecnicamente molto simile a Doom, ma ampliato, ne consacrò definitivamente l'enorme successo.
Nel 1995 uscirono conversioni di Doom II per Mac OS, NEC PC-9801 e Windows, e più tardi per Game Boy Advance e Tapwave Zodiac.
L'espansione ufficiale Master Levels for Doom II aggiunse nuovi livelli, mentre Final Doom è una variante autonoma con altri nuovi livelli.
La raccolta The Depths of Doom Trilogy (1997), comprendente tra l'altro Doom II e l'espansione, uscì per PC e Acorn Archimedes. L'edizione PlayStation e Sega Saturn di Doom (1995) è basata anche su Doom II. La raccolta Doom Classic Complete (2012) contiene rifacimenti fedeli per PlayStation 3. Bethesda Softworks pubblicò dal 2010 una conversione fedele di Doom II su Xbox Live per Xbox 360 e Xbox One con alcuni nuovi livelli, e dal 2017 un'altra conversione fedele, comprendente anche Master Levels, per Android, iOS, Nintendo Switch, PlayStation 4, Windows e Xbox One.
Essendo basato, come il primo Doom, sul motore Doom Engine che è stato reso libero, Doom II è anche giocabile tramite innumerevoli porting amatoriali gratuiti come Doom Legacy, Freedoom, ZDaemon o Zandronum.
I seguiti di Doom II furono Doom 64 (1997) e Doom 3 (2004).

## Trama
Subito dopo gli eventi di Doom, il protagonista senza nome detto doomguy si è dimostrato troppo tenace per le forze dell'Inferno. Dopo essere stato teletrasportato da Phobos e successivamente alla battaglia su Deimos, il Marine ritorna a casa sulla Terra, scoprendo che il pianeta è stato conquistato dalle forze degli inferi.
Il giocatore deve completare 30 livelli, nei quali si scopre che i sopravvissuti della popolazione terrestre sono tenuti prigionieri sul pianeta e l'unico modo per fuggire si otterrebbe tramite l'uso del porto spaziale. I demoni sono a conoscenza di questo e hanno piazzato un campo di forza di fuoco sul porto spaziale in modo da impedire l'atterraggio delle navi. Il marine deve combattere attraverso il porto infestato e disattivare il campo di forza. Quando i superstiti sono stati evacuati, il marine rimane l'unico essere umano sulla Terra senza ormai più speranza, ma un minuto dopo riceve un messaggio via radio dagli umani in orbita, che hanno scoperto la sorgente dell'invasione: raggiungendola, il marine può fermare l'invasione.
La sorgente ospita il "demone più grande mai esistito" (Icon of Sin, "Icona del Peccato"). Colpendo il cervello del demone con un sufficiente numero di missili ed evitando l'incalzante numero di demoni creati da esso, il Marine riesce a sconfiggere l'Icona, che esplode devastando l'Inferno e lasciandolo in rovina. Al termine del caos, il Marine inizia il suo lento ritorno a casa, in attesa dei piani per la ricostruzione della Terra.

## Modalità di gioco
Doom II non è molto differente dal suo predecessore, in quanto non ci sono stati evidenti cambiamenti sul piano tecnologico, grafico e sullo stile di gioco. L'obiettivo principale del giocatore rimane raggiungere l'uscita del livello, tramite raccolta di oggetti importanti come le chiavi, sblocco di nuove aree e combattimento con demoni e mostri. Tra le novità abbiamo l'aggiunta di sei nuovi nemici (come ad esempio revenant e mancubus, per un totale di 16 tipi), musiche ed effetti sonori stereo, e una nuova arma, il super shotgun, una doppietta capace di sparare due cartucce di fucile a pallettoni contemporaneamente.
All'inizio di una nuova partita, si può scegliere il grado di difficoltà del gioco tra cinque possibili. La scelta dello skill level influenzerà la partita con cambiamenti agli elementi del gioco.
A differenza di quanto accade in Doom, il gioco non è diviso in episodi separati, sebbene le ambientazioni seguano diversi temi man mano che si prosegue coi livelli. Rispetto al predecessore inoltre gli scenari sono molto più complessi, ricchi di trappole e agguati e situazioni strategiche. È possibile seguire il corso della storia leggendo le schermate speciali che appaiono a cavallo di determinati livelli e segnano appunto il susseguirsi degli episodi. Ci sono in tutto 30 livelli, con ambientazioni di tipo industriale, urbano o infernale, più alcuni livelli segreti.
Il multigiocatore, cooperativo o deathmatch, è disponibile per quattro persone in rete locale o due in collegamento seriale.

## Accoglienza
In generale, il gioco ha ricevuto critiche molto positive. La versione originale PC ottenne ad esempio giudizi superiori al 90% da The Games Machine, Computer+Videogiochi e K; tutte fecero notare la forte somiglianza con il primo Doom, ma senza che questo detraesse dalla grande giocabilità e coinvolgimento del gioco.
Sempre la versione PC vinse il premio Origins Award 1994 per il miglior gioco per computer fantasy o di fantascienza.
Entro il 1998, solo negli USA e per PC (statistiche di PC Data), erano state vendute oltre 1,8 milioni di copie di Doom II, con quasi 75 milioni di dollari di guadagno, ponendolo al terzo posto per numero di copie nella classifica del periodo 1993-1998, e facendone il gioco prodotto da id Software a riportare il maggior numero di vendite.
Nel giugno 2017 John Romero, uno dei principali autori del gioco, decise di mettere in vendita su eBay i dischetti master originali di Doom II (mentre quelli del primo Doom sono esposti al museo Vigamus di Roma). La semplice serie di due floppy non confezionati fu venduta alla straordinaria cifra di 3.150.000 dollari.

## Curiosità
- Nel livello finale è possibile vedere, tramite un comando console, la testa mozzata di John Romero infilzata a un palo. È uno dei più celebri easter egg del mondo dei videogiochi[3][14][15].
- Nel 2018, a 24 anni dall'uscita del gioco, è stato scoperto un modo per completare senza usare trucchi l'ultimo segreto del gioco rimasto fino ad allora inaccessibile, a causa di un difetto di design[16].